# Cleora plax
Cleora plax är en fjärilsart som beskrevs av Fletcher 1967. Cleora plax ingår i släktet Cleora och familjen mätare. Inga underarter finns listade i Catalogue of Life.